# Irving Zurita
Irving Mauro Zurita García, noto semplicemente come Irving Zurita (Città del Messico, 27 settembre 1991), è un calciatore messicano, difensore svincolato.

## Caratteristiche tecniche
È un terzino destro.

## Carriera
Cresciuto nel settore giovanile dell'Atlante, ha debuttato in prima squadra il 26 luglio 2012 in occasione dell'incontro di Copa MX pareggiato 1-1 contro il La Piedad. Successivamente è stato ceduto in prestito nelle serie inferiori a Pioneros, Inter Playa del Carmen, Delfines e nuovamente Pioneros.
Dal 2015 al 2018 si è ritagliato un ruolo da titolare nell'Atlante, collezionando 82 presenze e segnando tre reti, attirando l'interesse del Lobos BUAP che lo ha acquistato in prestito nel mercato invernale. Ha debuttato nella massima divisione messicana il 22 aprile in occasione dell'incontro perso 4-0 contro il Monterrey. Rientrato per fine prestito, ha trascorso sei mesi con il club rossoblù prima di essere nuovamente prestato, questa volta all'Atlas, dove ha giocato 13 incontri di prima divisione.
Nel luglio 2020 è stato ceduto a titolo definitivo al Querétaro.